# Tasmanicosa
Genre
Synonymes
- Orthocosa Roewer, 1960

Tasmanicosa est un genre d'araignées aranéomorphes de la famille des Lycosidae.

## Distribution
Les espèces de ce genre sont endémiques d'Australie.

## Liste des espèces
Selon World Spider Catalog (version 17.5, 23/12/2016) :
- Tasmanicosa fulgor Framenau & Baehr, 2016
- Tasmanicosa gilberta (Hogg, 1906)
- Tasmanicosa godeffroyi (L. Koch, 1865)
- Tasmanicosa harmsi Framenau & Baehr, 2016
- Tasmanicosa hughjackmani Framenau & Baehr, 2016
- Tasmanicosa kochorum Framenau & Baehr, 2016
- Tasmanicosa leuckartii (Thorell, 1870)
- Tasmanicosa musgravei (McKay, 1974)
- Tasmanicosa phyllis (Hogg, 1906)
- Tasmanicosa ramosa (L. Koch, 1877)
- Tasmanicosa salmo Framenau & Baehr, 2016
- Tasmanicosa semicincta (L. Koch, 1877)
- Tasmanicosa stella Framenau & Baehr, 2016
- Tasmanicosa subrufa (Karsch, 1878)

## Publication originale
- Roewer, 1959 : Araneae Lycosaeformia II (Lycosidae). Exploration du Parc National de l'Upemba Mission G.F. de Witte, vol. 55, p. 11-518.